# Yolanda Solerová
Yolanda Soler-Grajera, (* 9. ledna 1971 Madrid, Španělsko) je bývalá reprezentantka Španělska v judu. Je majitelkou bronzové olympijské medaile.

## Sportovní kariéra
S judem začala v 6 letech a až do puberty se věnovala několika sportům naráz včetně fotbalu. Po úspěších mezi juniorkami se rozhodla pro judo a na začátku 90. let se přesunula do Alicante, kde se připravovala pod vedením Sergia Cardella.
V roce 1992 startovala jako domácí na olympijských hrách v Barceloně a obsadila 7. místo. Po olympijských hrách v Barceloně doléčovala různá zranění, především chronickou bolest v rameni, které jí trapila po zbytek kariery a kvůli níž předčasně s judem skončila. V roce 1996 patřila k favoritám na medaili na olympijských hrách v Atlantě. Po výborném startu do turnaje jí však v semifinále zaskočila neznámá Severokorejka Kje Sun-hui. Boj o medaili nevzdala a v opravách vybojovala bronz.
Sportovní kariéru ukončila po domácím mistrovství Evropy v Oviedu v roce 1998. Věnuje se trenérské práci.

## Výsledky
| Turnaj             | 1986            | 1987            | 1988            | 1989            | 1990            | 1991            | 1992            | 1993            | 1994            | 1995            | 1996            | 1997            | 1998            |
| Turnaj             | 15              | 16              | 17              | 18              | 19              | 20              | 21              | 22              | 23              | 24              | 25              | 26              | 27              |
| Turnaj             | superlehká váha | superlehká váha | superlehká váha | superlehká váha | superlehká váha | superlehká váha | superlehká váha | superlehká váha | superlehká váha | superlehká váha | superlehká váha | superlehká váha | superlehká váha |
| ------------------ | --------------- | --------------- | --------------- | --------------- | --------------- | --------------- | --------------- | --------------- | --------------- | --------------- | --------------- | --------------- | --------------- |
| Olympijské hry     |                 |                 |                 |                 |                 |                 | 7.              |                 |                 |                 | 3.              |                 |                 |
| Mistrovství světa  | —               | —               |                 | —               |                 | úč.             |                 | 5.              |                 | 7.              |                 | úč.             |                 |
| Mistrovství Evropy | —               | —               | —               | —               | úč.             | 3.              | 2.              | —               | 1.              | 1.              | 1.              | —               | 3.              |
| ME juniorů         | 5.              | ?               | ?               | ?               |                 |                 |                 |                 |                 |                 |                 |                 |                 |